# Pål Sæthrang
Pål Carsten Sæthrang (10 giugno 1945 – 18 settembre 2004) è stato un calciatore norvegese, di ruolo attaccante.

## Carriera

### Club
Sæthrang vestì la maglia dello Skeid, con cui vinse due edizioni della Norgesmesterskapet (1963 e 1965) e un campionato (1966).

### Nazionale
Conta 6 presenze e una rete per la Norvegia. Esordì il 24 settembre 1967, nella sconfitta per 0-5 contro la Danimarca. Trovò l'unico gol nel successo per 2-0, ancora contro la Danimarca.

## Palmarès

### Club

#### Competizioni nazionali
- Coppa di Norvegia: 2

Skeid: 1963, 1965
- Campionato norvegese: 1

Skeid: 1966